# 松涼月
西之按司加那志（1597年—1634年6月25日），童名真鍋樽金，號涼月，是琉球國第二尚氏王朝君主尚豐王的夫人。
涼月是松氏大見武親雲上定昌之女，於萬曆二十五年（1597年）生。她為尚豐王誕下二子一女：尚賢、尚質、澤岻翁主。在尚豐王去世後，由於世子尚文體弱多病，尚賢被立為新的國王，後來尚質也繼位為王。崇禎七年六月初一（1634年6月25日）卒，壽三十八。葬於山川崎御墓。乾隆二十四年己卯十一月二十一日（1760年1月8日），移葬西玉陵。她的神主被供奉於天界寺。